# Нелокса
Не́локса — река на северо-западе России, протекает по территории Онежского района Архангельской области.
Одна из немногих рек Архангельской области, относящихся к бассейну Атлантического океана. Исток на кряже Ветреный пояс. Впадает в озеро Калгачинское, из которого вытекает Илекса, у бывшей деревни Калгачиха. Длина реки составляет 21 км, площадь водосборного бассейна — 94 км².
Притоки (от устья к истоку):
- Рабсарский (левый)
- Корежручей (правый)
- Половинный (правый)

## Данные водного реестра
По данным государственного водного реестра России относится к Балтийскому бассейновому округу, водохозяйственный участок реки — Водла, оз. Водлозеро, речной подбассейн реки — Свирь (включая реки бассейна Онежского озера). Относится к речному бассейну реки Нева (включая бассейны рек Онежского и Ладожского озера).
Код объекта в государственном водном реестре — 01040100312102000016297.